# Strahlungen
Strahlungen è un comune tedesco di 949 abitanti, situato nel land della Baviera.